# Santa Maria de Marvão
Santa Maria de Marvão is een plaats (freguesia) in de Portugese gemeente Marvão en telt 645 inwoners (2001).

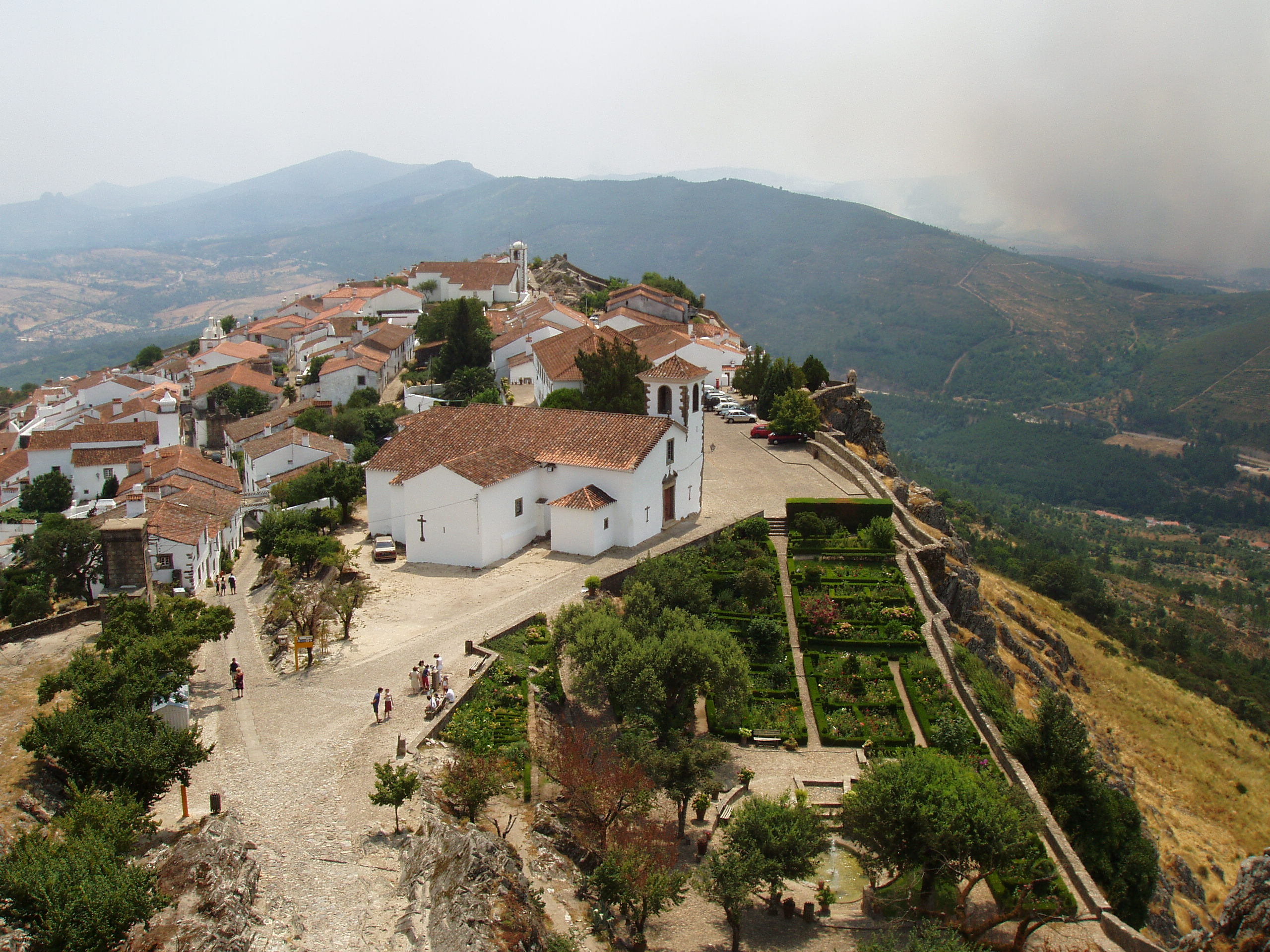
Santa Maria de Marvão
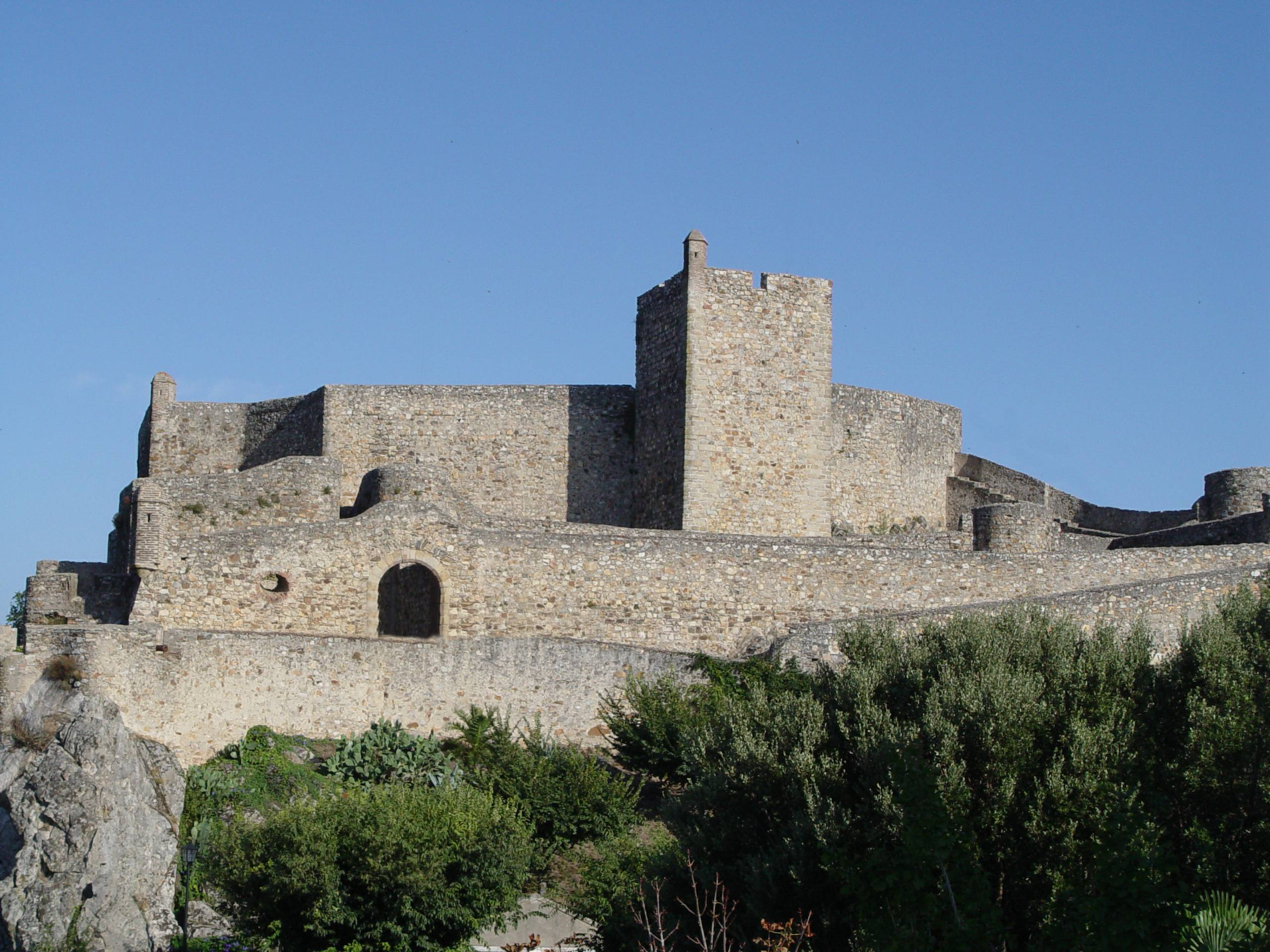
Kasteel van Marvão